# Tephraciura sphenoptera
Tephraciura sphenoptera är en tvåvingeart som först beskrevs av Mario Bezzi 1924.  Tephraciura sphenoptera ingår i släktet Tephraciura och familjen borrflugor. Inga underarter finns listade i Catalogue of Life.